# Miravânia
Miravânia – miasto i gmina w Brazylii, w stanie Minas Gerais. Położone jest na lewym brzegu São Francisco. Ma połączenie drogowe z São João das Missões poprzez drogę BR-135. Podstawą gospodarki jest hodowla bydła – pogłowie w 2006 wynosiło 10 000. PKB wynosi 2247000 BRL.